# Vireux-Molhain
 Vireux-Molhain  là một xã ở tỉnh Ardennes, thuộc vùng Grand Est ở phía bắc nước Pháp.